# Bagno di Romagna
Bagno di Romagna – miejscowość i gmina we Włoszech, w regionie Emilia-Romania, w prowincji Forlì-Cesena.
Według danych na rok 2004 gminę zamieszkuje 6090 osób, 26,1 os./km².
Miejscowość jest znana z cudu eucharystycznego, który wydarzył się w 1412 r.

## Miasta partnerskie
- Moutiers, Francja
- Rapperswil-Jona, Szwajcaria